# Natació al Campionat del Món de natació de 2015 – 4 × 100 m estils femení
La prova de 4 × 100 m estils femení es va celebrar el dia 9 d'agost al Kazan Arena Stadium a Kazan.

## Rècords
Els rècords del món abans de començar la prova:
| Rècord del món       | Estats Units · Missy Franklin (58,50) · Rebecca Soni (1:04,82) · Dana Vollmer (55,48) · Allison Schmitt (53,25) | 3:52,05 | Londres, Regne Unit | 4 d'agost de 2012 |
| Rècord del campionat | R.P. de la Xina · Zhao Jing (58,98) · Chen Huijia (1:04,12) · Jiao Liuyang (56,28) · Li Zhesi (52,81)           | 3:52,19 | Roma, Itàlia        | 1 d'agost de 2009 |

## Resultats
Les sèries es van disputar a les 10:48.

   *   Finalistes
| Posició | Sèrie | Carril | País            | Nedadors | Temps     | Notes |
| ------- | ----- | ------ | --------------- | --- | --------- | ----- |
| 1       | 1     | 7      | R.P. de la Xina | Fu Yuanhui (59,24) Shi Jinglin (1:06,35) Chen Xinyi (57,42) Qiu Yuhan (54,03)                                                | 3:57,04   | Q     |
| 2       | 2     | 4      | Estats Units    | Kathleen Baker (59,98) Micah Lawrence (1:07,10) Kendyl Stewart (56,86) Margo Geer (53,18)                                    | 3:57,12   | Q     |
| 3       | 1     | 6      | Suècia          | Michelle Coleman (1:00,55) Jennie Johansson (1:06,20) Sarah Sjöström (56,10) Louise Hansson (54,44)                          | 3:57,29   | Q     |
| 4       | 3     | 6      | Austràlia       | Madison Wilson (59,56) Lorna Tonks (1:07,34) Madeline Groves (58,18) Melanie Wright (52,87)                                  | 3:57,95   | Q     |
| 5       | 3     | 5      | Dinamarca       | Mie Ø, Nielsen (59,67) Rikke Møller Pedersen (1:07,19) Jeanette Ottesen (57,37) Pernille Blume (54,15)                       | 3:58,38   | Q     |
| 6       | 2     | 1      | Canadà          | Dominique Bouchard (1:00,39) Rachel Nicol (1:07,01) Noemie Thomas (57,55) Sandrine Mainville (54,07)                         | 3:59,02   | Q     |
| 7       | 1     | 2      | Regne Unit      | Lauren Quigley (1:00,38) Siobhan-Marie O'Connor (1:06,75) Rachael Kelly (57,89) Rebecca Turner (55,00)                       | 4:00,02   | Q     |
| 8       | 3     | 3      | Japó            | Sayaka Akase (1:01,55) Kanako Watanabe (1:07,07) Natsumi Hoshi (57,93) Miki Uchida (53,88)                                   | 4:00,43   | Q     |
| 9       | 3     | 1      | Itàlia          | Elena Gemo (1:01,21) Arianna Castiglioni (1:06,93) Ilaria Bianchi (58,25) Erika Ferraioli (54,53)                            | 4:00,92   |       |
| 10      | 2     | 7      | Rússia          | Daria Ustinova (1:00,13) Vitalina Simonova (1:07,14) Nataliya Lovtsova (59,39) Veronika Popova (54,46)                       | 4:01,12   |       |
| 11      | 3     | 0      | Alemanya        | Lisa Graf (1:01,19) Vanessa Grimberg (1:07,71) Alexandra Wenk (57,87) Annika Bruhn (54,63)                                   | 4:01,40   |       |
| 12      | 2     | 3      | França          | Béryl Gastaldello (1:00,60) Charlotte Bonnet (1:09,08) Marie Wattel (57,77) Anna Santamans (54,68)                           | 4:02,13   |       |
| 13      | 2     | 0      | Finlàndia       | Mimosa Jallow (1:00,64) Jenna Laukkanen (1:07,10) Emilia Pikkarainen (59,47) Hanna-Maria Seppälä (55,09)                     | 4:02,30   |       |
| 14      | 2     | 2      | Brasil          | Etiene Medeiros (1:01,25) Jhennifer Conceição (1:09,28) Daynara de Paula (58,54) Larissa Oliveira (54,17)                    | 4:03,24   |       |
| 15      | 1     | 5      | Txèquia         | Simona Baumrtová (1:00,88) Petra Chocová (1:07,80) Lucie Svěcená (59,96) Anna Kolářová (54,80)                               | 4:03,44   |       |
| 16      | 3     | 9      | Espanya         | Duane Da Rocha (1:01,63) Jessica Vall (1:07,30) Judit Ignacio Sorribes (59,15) Melani Costa (55,83)                          | 4:03,91   |       |
| 17      | 1     | 4      | Grècia          | Theodora Drakou (1:01,35) Aikaterini Sarakatsani (1:08,80) Anna Ntountounaki (58,49) Theodora Giareni (55,65)                | 4:04,29   |       |
| 18      | 1     | 3      | Polònia         | Alicja Tchórz (1:00,88) Dominika Sztandera (1:09,26) Anna Dowgiert (59,91) Katarzyna Wilk (54,38)                            | 4:04,43   |       |
| 18      | 2     | 5      | Islàndia        | Eygló Ósk Gústafsdóttir (1:00,42) Hrafnhildur Lúthersdóttir (1:06,99) Jóhanna Gústafsdóttir (1:01,88) Bryndis Hansen (55,14) | 4:04,43   |       |
| 20      | 3     | 7      | Hong Kong       | Stephanie Au (1:00,95) NR Siobhan Haughey (1:08,70) Sze Hang Yu (59,60) Camille Cheng (55,29)                                | 4:04,54   |       |
| 21      | 3     | 8      | Turquia         | Halime Zülal Zeren (1:03,21) Viktoriya Zeynep Gunes (1:06,99) Gizem Bozkurt (1:00,94) Ekaterina Avramova (55,20)             | 4:06,34   |       |
| 22      | 3     | 2      | Veneçuela       | Jeserik Pinto (1:04,66) Mercedes Toledo (1:10,06) Isabella Páez (1:00,57) Arlene Semeco (56,45)                              | 4:11,74   |       |
| 23      | 2     | 6      | Singapur        | Quah Ting Wen (1:05,26) Samantha Yeo (1:11,24) Marina Chan (1:02,36) Amanda Lim (58,40)                                      | 4:17,26   |       |
| 24      | 2     | 8      | Mèxic           | Lourdes Villaseñor (1:05,34) Daniela Carrillo (1:10,55) Sharo Rodríguez (1:03,41) Montserrat Ortuño (59,85)                  | 4:19,15   |       |
| 25      | 2     | 9      | Moldàvia        | Tatiana Perstniova (1:04,57) Tatiana Chișca (1:12,61) Alexandra Vinicenco (1:08,45) Mihaela Bat (1:00,92)                    | 4:26,55   |       |
| 26      | 3     | 4      | Països Baixos   | Sharon van Rouwendaal Moniek Nijhuis Inge Dekker Femke Heemskerk                                                             | 9:99,99 ! | DNS   |

### Final
La final es va celebrar a les 19:25.

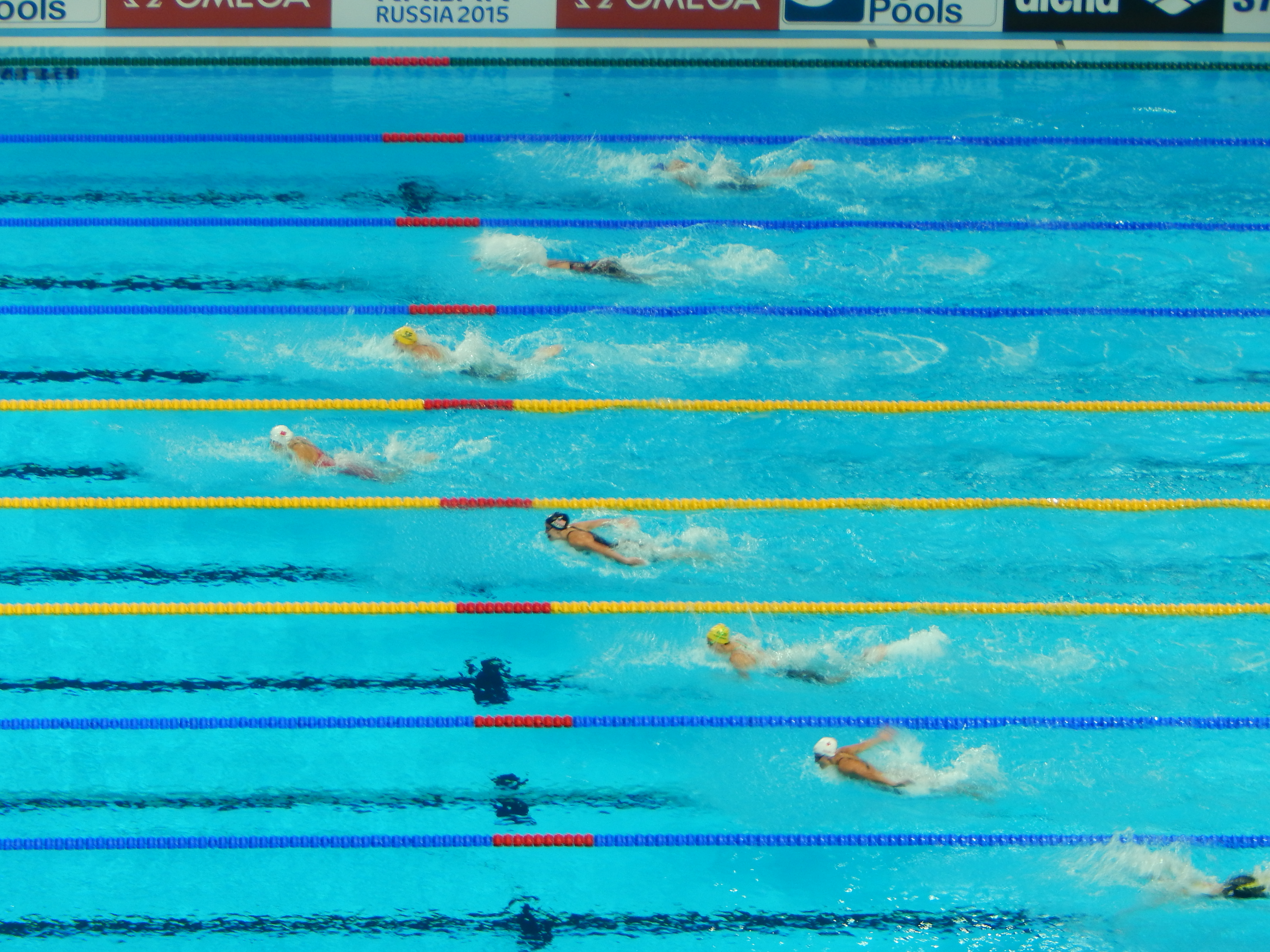
Última final dels mundials

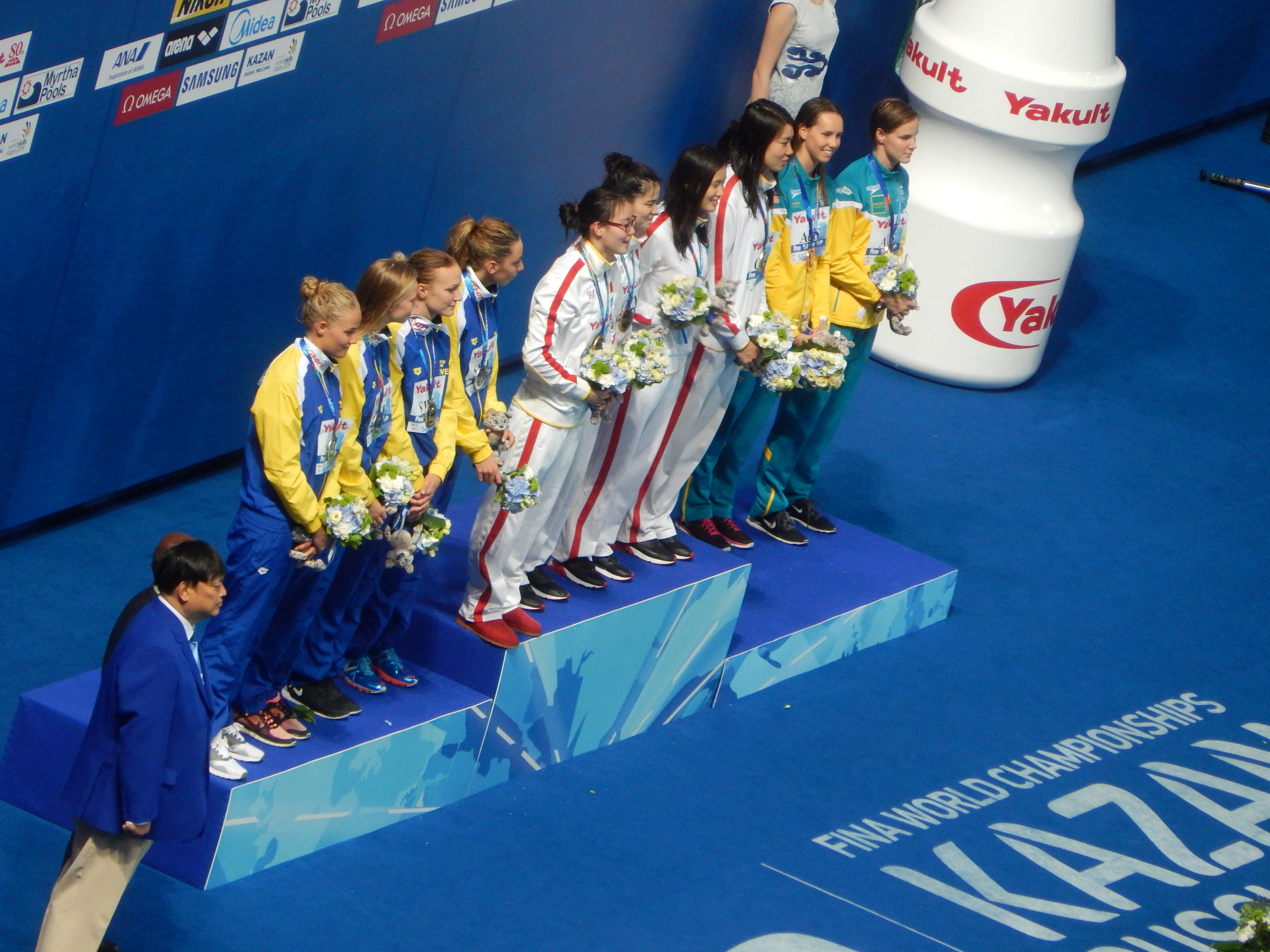
Medalles

,
| Posició | Carril | Nedadors        | País                                                                                                   | Temps     | Notes |
| ------- | ------ | --------------- | --- | --------- | ----- |
| 1       | 4      | R.P. de la Xina | Fu Yuanhui (59,29) Shi Jinglin (1:05,56) Lu Ying (56,56) Shen Duo (53,00)                              | 3:54,41   |       |
| 2       | 3      | Suècia          | Michelle Coleman (1:00,74) Jennie Johansson (1:05,63) Sarah Sjöström (55,28) Louise Hansson (53,59)    | 3:55,24   | EU    |
| 3       | 6      | Austràlia       | Emily Seebohm (58,81) Taylor McKeown (1:07,38) Emma McKeon (57,59) Bronte Campbell (51,78)             | 3:55,56   |       |
| 4       | 5      | Estats Units    | Missy Franklin (59,81) Jessica Hardy (1:06,32) Kendyl Stewart (57,24) Simone Manuel (53,39)            | 3:56,76   |       |
| 5       | 2      | Dinamarca       | Mie Ø, Nielsen (59,47) Rikke Møller Pedersen (1:07,17) Jeanette Ottesen (56,50) Pernille Blume (54,47) | 3:57,61   |       |
| 6       | 7      | Canadà          | Dominique Bouchard (59,80) Rachel Nicol (1:07,00) Katerine Savard (57,28) Sandrine Mainville (53,88)   | 3:57,96   |       |
| 7       | 1      | Regne Unit      | Lauren Quigley (59,84) Siobhan-Marie O'Connor Rachael Kelly Francesca Halsall                          | 9:99,99 ! | DSQ   |
| 7       | 8      | Japó            | Sayaka Akase (1:00,88) Kanako Watanabe Natsumi Hoshi Miki Uchida                                       | 9:99,99 ! | DSQ   |